# Cretópolis
Cretópolis (en griego antiguo: Κρητόπολις o Κρητῶν πόλις) era una ciudad de la antigua Pisidia, Licia, o Panfilia, según varios escritores de la Antigüedad. Historiadores de las guerras de los Diádocos, como Diodoro Sículo, afirman que estaba en Pisidia. Claudio Ptolomeo la ubica en Cabalia, que era parte de Panfilia. Polibio, por su parte, señala que estaba en la comarca de Milias, en Licia. En sus alrededores se libró la batalla homónima  en el 319 a. C.
Se ha localizado en Buğdüz, cerca de Yüreğil, en la Turquía asiática.